# Юнссон, Густаф Адольф
Густаф Адольф Юнссон (швед. Gustaf Adolf Jonsson; 26 июня 1879, Стокгольм — 30 апреля 1949, Стокгольм) — шведский стрелок, чемпион и призёр летних Олимпийских игр.
Юнссон участвовал в трёх Олимпийских играх, и на первых из них летних Олимпийских играх 1908 года в Лондоне он соревновался стрельбе из винтовки на 300 метров и стал вторым среди команд и 15-м среди отдельных спортсменов. В стрельбе из армейской винтовки среди команд он стал пятым.
На следующих Олимпийских играх 1912 года в Стокгольме Юнссон снова соревновался в стрельбе из винтовке на 300 метров среди команд и выиграл золотую медаль. Также он стал 11-м в аналогичном индивидуальном соревновании и 16-м в стрельбе из армейской винтовки с трёх позиций на 300 метров.
Восемь лет спустя Юнссон участвовал в последних своих Олимпийских играх 1920 года в Антверпене. Он участвовал только в соревнованиях по стрельбе из армейской винтовки и занял третье место в стрельбе лёжа среди команд на 600 метров, шестое в стрельбе лёжа среди команд на 300 и 600 метров и семнадцатое среди отдельных спортсменов в стрельбе лёжа на 600 метров.